# Viggo Jensen (fotbollsspelare)
Viggo Jensen, född 15 september  1947, är en dansk före detta fotbollsspelare, senare tränare. Den senaste klubben han tränade var Silkeborg IF.
Han spelade för B 1909, Esbjerg fB, Odense Boldklub, Bayern München och SpVgg Fürth under sin spelarkarriär.
Han var tränare för Danmarks U21-landslag från 1989 till 1992 och för Malmö FF från 1992 till 1994.
Han blev Årets danska tränare 1988.
I juli 2007 blev han utnämnd till förbundskapten för Estland, ett jobb han hade fram till november 2007 då han ersattes av Tarmo Rüütli.